# Solweig Eklund

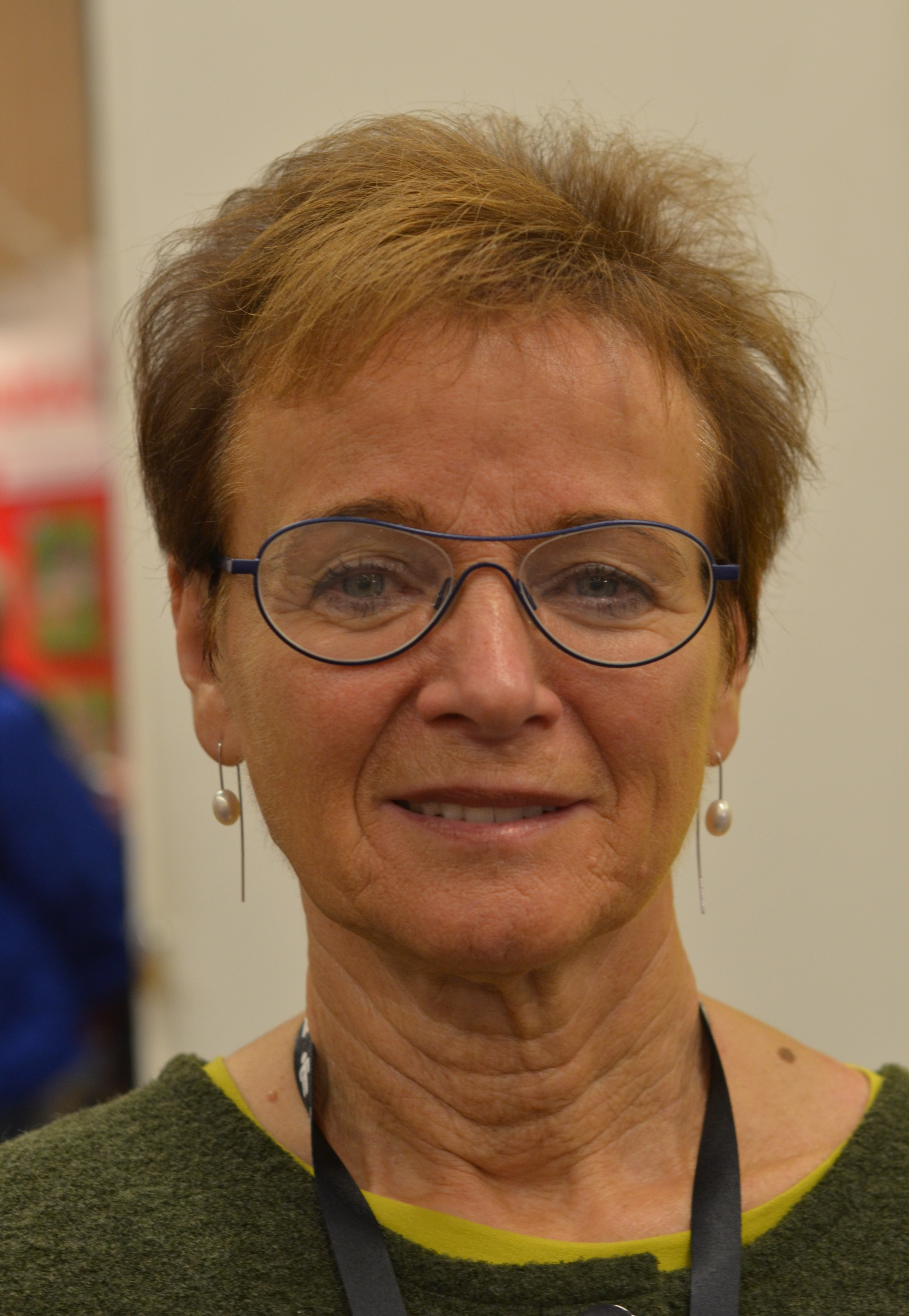
Solweig Eklund

Solweig Hariett Eklund, född 25 november 1941 i Skåne, är en svensk pedagog.
Solweig Eklund växte upp utanför Eslöv och utbildade sig till fritidspedagog med examen 1969. Hon blev ordförande i Sveriges Fritidspedagogers förbund 1972, vice ordförande i Facklärarförbundet under 1980-talet och förste vice ordförande i Lärarförbundet 1991-2004. 
Hon blev hedersdoktor vid Göteborgs universitet 2005.